# Балкански говори
Балканските говори са група от диалекти в българския език, обединени около общи черти. Балканските говори са основни и някои от тях са дали основата на съвременния книжовен български. В тях влизат: Централен балкански говор, Котелско-еленско-дряновски говор, Панагюрски говор, Пирдопски говор, Тетевенски говор, Еркечки говор, Подбалкански говор, Галатски говор, Драгижевски говор и Върбишки говор.